# Міністр культури Норвегії
Міністр культури Норвегії (норв. Kulturministren) є членом уряду Норвегії і очільником Міністерства культури.
Діючий міністр Тріне Скей Гранде, призначена 17 січня 2018 року. Всього за історію Норвегії було 15 міністрів культури.

## Список міністрів
У списку перераховуються міністри культури Норвегії, вказується їхня партія, дата прийняття та звільнення з посади, термін повноважень у роках та днях та Кабінет міністрів, в якому вони служили.
Ключі
Різними кольорами виділяються партії, до яких належали міністри.
      Партія Центру

      Християнсько-демократична партія

      Консервативна партія

      Робітнича партія
| Фото | Прізвище                        | Партія                           | Дата призначення | Дата відставки   | Період служби     | Кабінет        | Прим.  |
| ---- | ------------------------------- | -------------------------------- | ---------------- | ---------------- | ----------------- | -------------- | ------ |
| —    | Ларс Руар Лангслет              | Консервативна партія             | 14 жовтня 1981   | 9 травня 1986    | 4 роки, 219 днів  | Віллок I       | [ 1 ]  |
| —    | Гальвард Бакке                  | Робітнича партія                 | 9 травня 1986    | 16 жовтня 1989   | 3 роки, 161 день  | Брунтланн II   | [ 2 ]  |
| —    | Елеонора Б'яртвейт              | Християнсько-демократична партія | 16 жовтня 1989   | 3 листопада 1990 | 1 рік, 19 днів    | Сюсе           | [ 3 ]  |
|      | Осе Клевеланд                   | Робітнича партія                 | 3 листопада 1990 | 25 жовтня 1996   | 5 років, 357 днів | Брунтланн III  | [ 4 ]  |
|      | Турід Біркеланд                 | Робітнича партія                 | 25 жовтня 1996   | 17 жовтня 1997   | 0 років, 358 днів | Ягланд         | [ 5 ]  |
|      | Анне Енгер Ланстейн             | Партія Центру                    | 17 жовтня 1997   | 8 жовтня 1999    | 1 рік, 355 днів   | Бунневік I     | [ 6 ]  |
|      | Ослауг Гага                     | Партія Центру                    | 8 жовтня 1999    | 21 березня 2000  | 0 років, 156 днів | Бунневік I     | [ 6 ]  |
|      | Еллен Горн                      | Робітнича партія                 | 21 березня 2000  | 19 жовтня 2001   | 1 рік, 213 днів   | Столтенберг I  | [ 7 ]  |
|      | Валгерд Сварстад Гауглад        | Християнсько-демократична партія | 19 жовтня 2001   | 17 жовтня 2005   | 3 ріки, 364 днів  | Бунневік II    | [ 8 ]  |
|      | Тронд Гіске                     | Робітнича партія                 | 17 жовтня 2005   | 20 жовтня 2009   | 4 роки, 4 днів    | Столтенберг II | [ 9 ]  |
|      | Аннікен Гуйтфельдт              | Робітнича партія                 | 20 жовтня 2009   | 21 вересня 2012  | 2 роки, 335 днів  | Столтенберг II | [ 9 ]  |
|      | Хадія Таїк                      | Робітнича партія                 | 21 вересня 2012  | 16 жовтня 2013   | 1 рік, 26 днів    | Столтенберг II | [ 9 ]  |
|      | Торгільд Відвей                 | Консервативна партія             | 16 жовтня 2013   | 16 грудня 2015   | 4 роки 157 днів   | Солберг        | [ 10 ] |
|      | Лінда Катріне Гофстад Геллеланд | Консервативна партія             | 16 грудня 2015   | 17 січня 2018    | 2 роки 32 дні     | Солберг        | [ 10 ] |
|      | Тріне Скей Гранде               | Ліберальна партія                | 17 січня 2018    | 27 червня 2021   |                   | Солберг        |        |
|      | Любна Джаффрі Гранде            | Робітнича партія                 | 28 червня 2021   | досі             |                   | Скей           |        |